# Galeopsomyia sulcata
Galeopsomyia sulcata är en stekelart som först beskrevs av Howard 1897.  Galeopsomyia sulcata ingår i släktet Galeopsomyia och familjen finglanssteklar. Inga underarter finns listade i Catalogue of Life.